# Le Petit Lord (série télévisée d'animation)
Vous pouvez aider à l'améliorer ou bien discuter des problèmes sur sa page de discussion.
- Il ne cite pas suffisamment ses sources. Vous pouvez indiquer les passages à sourcer avec {{référence nécessaire}} ou {{Référence souhaitée}}, et inclure les références utiles en les liant aux notes de bas de page. (Marqué depuis mars 2024)
- Certaines informations devraient être mieux reliées aux sources mentionnées dans la bibliographie ou les liens externes. Améliorez sa vérifiabilité en les associant par des références. (Marqué depuis mars 2024)
- Il ne s’appuie pas, ou pas assez, sur des sources secondaires ou tertiaires. (Marqué depuis mars 2024)

- Archive Wikiwix
- Bing
- Cairn
- DuckDuckGo
- E. Universalis
- Gallica
- Google
- G. Books
- G. News
- G. Scholar
- Persée
- Qwant
- (zh) Baidu
- (ru) Yandex
- (wd) trouver des œuvres sur Wikidata

Pour les articles homonymes, voir Le Petit Lord Fauntleroy (homonymie).
Le Petit Lord (小公子セディ, Shōkōshi Sedi, Le Petit Prince Cedie) est un anime japonais de Kōzō Kusuba, adapté du livre Le Petit Lord Fauntleroy de Frances Hodgson Burnett. Produit par Nippon Animation en 1988, il fait partie de la série World Masterpiece Theater.
Il a été diffusé au Japon sur Fuji TV et en France à partir du 19 janvier 1990 dans Youpi ! L'école est finie sur La Cinq. Rediffusion partielle à partir du 22 avril 1991 dans Club Dorothée sur TF1. Rediffusion en 1997 sur AB Cartoons, à partir du 5 janvier  1998 dans Les Minikeums sur France 3 et du 15 octobre 2012 au 13 décembre 2012 sur France 5 dans Zouzous.
Depuis le 20 décembre 2021, l'intégralité de la série est diffusée sur la chaine YouTube TeamKids.

## Histoire
L'histoire commence alors que Cédric Errol n'est qu'un petit garçon comme les autres. Il grandit à New York, dans un quartier populaire. Il est le petit-fils du comte de Dorincourt, un prestigieux noble anglais, mais ne le sait pas encore. En effet, son père est fâché avec le comte, qui refusait que son fils épouse une « simple » américaine. Ce n'est qu'à la mort de son père que Cédric apprend qu'il est le dernier héritier du comte. Il quitte alors l’Amérique afin de le rejoindre dans son château en Angleterre. Sa maman accepte à contrecœur pour le bien de son fils, sachant qu'il ne manquera de rien. À son arrivée, il est séparé de sa mère puis il est glacialement accueilli par le comte, plein de préjugés envers les Américains.

## Personnages
- Cédric Errol (Cédie) : Le personnage principal. Un garçon pur et doux, fils unique de James et Annie ainsi que petit-fils du comte de Dorincourt. Il aime le baseball et est bon à la flûte.
- James Errol : Le père de Cédric. Un journaliste d'origine britannique vivant à New York. Il a été renié par son père (le comte de Dorincourt) parce qu'il a épousé une Américaine, Annie. Il est mort à cause du surmenage.
- Annie Errol : La mère de Cédric. Née et élevée aux États-Unis, orpheline. Elle avait une mauvaise relation avec le comte de Dorincourt à cause de ses origines américaines, et a été contrainte de se séparer de Cédric lorsqu'il a déménagé en Angleterre.
- Le Comte de Dorincourt : Le grand-père paternel de Cédric. Un vieil homme grincheux au début. Avec le temps, il s’attache à son petit-fils ce qui le rend plus humain. Cédric pense que son grand-père est généreux.
- Alec : Le rédacteur en chef du Morning Journal où James travaille. C’est un homme au début assez froid mais qui est en réalité bon. Après la mort de James, il tente d’aider Annie et Cédric à aller mieux.
- Eric : Un camarade de jeu avec les camarades de classe de Cédric lorsqu'il vivait à New York.
- Mickey : Semblable à Eric.
- Roy : Semblable à Eric.
- Catherine : Amie de Cédric à New-York, fille de Lara, une voisine et amie d’Annie.
- Lara : Mère de Catherine. Elle considère Annie comme sa sœur et Cédric comme son neveu.
- Mlle : La maîtresse de Cédric.
- Mme Mellow : La servante en chef de la famille Dorincourt. Elle est très émotive et possède un grand cœur.
- Jane Short : Une bonne qui sert Cédric. Elle devient son amie au fur et à mesure des épisodes, s’attachant à lui. Sa sœur est boulangère au village.
- Wilkins : Le gardien du territoire du comte Dorincourt et le gardien des écuries. Il devient également un bon ami de Cédric.
- William Haversham : Un avocat travaillant pour la famille Dorincourt depuis de nombreuses années.
- Coline : Une fille qui vit dans le quartier de la maison des Dorincourt. Elle est élevée par sa grand-mère.
- Brigitte : Une parente éloignée de Cédric. Elle était méchante avec Cédric au début mais elle se radoucit ensuite et devient son amie.
- Harris : La mère de Brigitte. Elle déteste Cédric et se montre particulièrement odieuse avec lui.
- Hartle : Un garçon qui vit à Earl's Court.
- Peter : Il est ami avec Coline et Cédric. C’est un petit garçon un peu voyou mais très gentil.
- Tom : Le fils de Milan. Maltraité par sa mère, il sera ensuite reconnu par son père, le frère aîné de Dick, l’ami de Cédric, qui ne connaissait pas son existence.
- Peggy Milan : La mère de Tom. Elle l’a eu avec le frère de Dick et tente de faire croire au Comte qu’il est son petit-fils légitime afin de disposer d’un style de vie confortable et luxueux.

Les animaux
- Douglas : Le chien de compagnie de Cédric, et un chien de la famille Dorincourt.
- Petit Prince : Le cheval blanc présenté pour Cédric.
- Searim : Le cheval du Comte de Dorincourt.
- Lyla : Le chat de compagnie de Cocky.

## Fiche technique
- Réalisation : Kōzō Kusuba
- Scénario : Fumio Ishimori (d’après Le Petit Lord Fauntleroy de Frances Hodgson Burnett)
- Conception de personnages : Michiyo Sakurai
- Musiques : Kōichi Morita
- Directeur du son : Etsuji Yamada
- Directeur d'animation : Michiyo Sakurai, Hideaki Shimada, Hidemi Maeda, Megumi Kagawa, Toshiki Yamazaki, Hisatoshi Motoki, Yūko Fujii
- Directeur artistique : Nobuaki Numai
- Producteur : Shigeo Endō (Nippon Animation), Yoshihisa Tachikawa (Fuji Television)
- Planification : Shōji Satō (Nippon Animation), Kenji Shimizu (Fuji TV)
- Gestion de la production : Mitsuru Takakuwa, Junzō Nakajima (Nippon Animation)
- Bureau de la production : Shun'ichi Kosao (Nippon Animation)

## Doublage

### Voix japonaises
- Ai Orikasa : Cédric Errol
- Shinji Ogawa : James Errol
- Tomoko Munakata : Annie Errol
- Takeshi Watabe : Le Comte de Dorincourt
- Yuzuru Fujimoto : Alec
- Kazue Ikura : Eric
- Yūko Mita : Mickey
- Minami Takayama : Roy
- Shō Saitō : Mme Mellow
- Eiko Yamada : Jane Short
- Bin Shimada : Wilkins
- Osamu Saka : William Haversham
- Mitsuko Horie : Cocky
- Naoko Matsui : Bridget
- Yoshiko Sakakibara : Harris
- Keiko Han : Hartle

### Voix françaises
- Emmanuel Garijo : Cédric Errol / James Errol enfant (épisode 2)
- Roland Timsit : James Errol / Harrington
- Regine Teyssot : Annie Errol / Peggy Milan
- Ophélie Brissot : Jeanne / Colin
- Jean Violette : Le Comte de Dorincourt, M. Hobbs
- Lita Lecio : Mme Mellow
- Marine Boiron : Eric, Peter, Brigitte, divers enfants
- Gilles Guillot puis Marcel Guido : William Haversham
- Jean-Paul Richepin : Jefferson
- Serge Faliu : Wilkins

## Épisodes
1. New York, c'est ma ville
2. Le départ
3. Attend moi grand-père, j'arrive
4. La dette
5. Papa, ne nous abandonne pas
6. Adieu papa
7. La première commande
8. La robe de bal
9. Maman est tombée malade
10. Le petit Lord Fauntleroy
11. La répétition
12. Un triste départ
13. L'Angleterre
14. Un ami pour Cédric
15. Triste vie de château
16. Une rencontre dans la forêt
17. Cédric va connaître son grand-père
18. Bonjour grand-père
19. Une promenade au village
20. Partie de pêche
21. Qui a cassé le vase
22. Le vase chinois
23. Le remède miracle de maman
24. Les groseilles à maquereau
25. Les jardins de Court-Lodge
26. Cédric tombe de cheval
27. La promenade
28. La leçon de baseball
29. La pauvreté
30. Ma maman est malade
31. Le village de Earl's Court
32. Un cadeau pour maman
33. Le nouveau village
34. Coline, fais attention
35. Les voleurs démasqués
36. Tout le monde au cirque
37. Bonjour grand-mère
38. La fête de Cédric
39. Une terrible nouvelle
40. Qui est le petit Lord Fauntleroy
41. Le complot de Peggy Milan
42. Le secret
43. Le véritable Lord Fauntleroy

## Génériques

### Génériques japonais
- Générique de début : Notre Cédie (ぼくらのセディ, Bokura no Sedi?)
  - Chanté : Hikaru Nishida
  - Paroles : Michio Yamagami
  - Musique : Kōichi Morita
  - Arrangement : Kazuo Ōtani

- Générique de fin : Pour aimer quelqu'un (誰かを愛するために, Dareka wo aisuru tameni?)
  - Chanté : Hikaru Nishida
  - Paroles : Michio Yamagami
  - Musique : Kōichi Morita
  - Arrangement : Kazuo Ōtani

- Chanson d'insertion : Vous êtes mon ami (きみは友だち, Kimi wa tomodachi?)
  - Chanté : Ai Orikasa
  - Paroles : Akira Itō
  - Musique : Kōichi Morita
  - Arrangement : Kazuo Ōtani

### Génériques français
- Générique français : Le Petit Lord

Chanté par Claude Lombard.